# Blood, Women, Roses
Blood, Women, Roses – pierwszy album studyjny Skin (pobocznego projektu Michaela Giry i Jarboe, liderów amerykańskiego zespołu Swans), wydany w 1987 przez Product Inc. Z płyty pochodzą opublikowane w tym samym roku single One Thousand Years oraz Girl: Come Out.
Blood, Women, Roses zgłębia akustyczne rejony działalności muzyków Swans (co zostało zapoczątkowane już na Greed oraz Holy Money). Album charakteryzuje się surowymi i oszczędnymi aranżacjami, ponadto uwagę zwraca wyeksponowanie roli Jarboe, która udziela się wokalnie we wszystkich kompozycjach. Autorami utworów są Michael Gira i Jarboe (szczegółowe informacje podane zostały poniżej), na płycie znajdują się również wersje dwóch standardów muzyki rozrywkowej.

## Lista utworów
Wersja LP:
| Nr | Tytuł utworu          | Długość |
| -- | --------------------- | ------- |
| 1. | „One Thousand Years”  | 5:09    |
| 2. | „Cry Me a River”      | 4:47    |
| 3. | „We'll Fall Apart”    | 4:43    |
| 4. | „Still a Child”       | 5:23    |
| 5. | „Come Out”            | 4:47    |
| 6. | „The Man I Love”      | 5:52    |
| 7. | „Red Rose”            | 4:28    |
| 8. | „Blood on Your Hands” | 4:03    |
|    |                       | 39:12   |

Dodatkowe utwory (pierwszy z singla One Thousand Years, drugi i trzeci z singla Girl: Come Out) w wersji CD:
| Nr | Tytuł utworu            | Długość |
| -- | ----------------------- | ------- |
| 1. | „My Own Hands”          | 4:54    |
| 2. | „Come Out” (Vocal Dub)  | 3:08    |
| 3. | „The Man I Love” (Live) | 3:51    |
|    |                         | 11:53   |

- „Cry Me a River” jest wersją utworu z 1953 (autor: Arthur Hamilton),
- „The Man I Love” jest wersją utworu z 1924 (autor muzyki: George Gershwin, autor tekstu: Ira Gershwin).

## Twórcy
- Jarboe – śpiew, dźwięki, fortepian, instrumenty klawiszowe, autorka muzyki (utwory: 1, 3, 4, 5, 7) i tekstów (utwór 5)
- Michael Gira – dźwięki, programowanie perkusji, autor muzyki (utwory: 5, 8, 9) i tekstów (utwory: 1, 3, 4, 5, 7, 8, 9)

Udział gościnny:
- Bill McGee – aranżacje smyczkowe i kontrabas w „One Thousand Years”
- Linda Miller – wiolonczela w „One Thousand Years” i „My Own Hands”
- Martin McCarrick – wiolonczela w „One Thousand Years”
- Chris Pitzaladi – altówka w „One Thousand Years”
- Chris Tombling – skrzypce w „One Thousand Years”
- Ginnie Ball – skrzypce w „One Thousand Years”
- William Barnhardt – fortepian w „The Man I Love”

## Reedycje
Większość utworów z albumu Blood, Women, Roses weszła w skład kompilacji The World of Skin z 1988 (i jej późniejszego dwupłytowego wydania z 1997 razem z albumem Swans Children of God).